# Chocianów
Chocianów (tuż po wojnie Kaczanów, niem. Kotzenau) – miasto w województwie dolnośląskim, w powiecie polkowickim, siedziba gminy miejsko-wiejskiej Chocianów. W latach 1975–1998 miasto administracyjnie należało do woj. legnickiego.
Według danych GUS z 1 stycznia 2023 r. miasto liczyło 7455 mieszkańców (458. miejsce w kraju).
Miasto leży we wschodniej części Borów Dolnośląskich na zachód od Lubina i północ od Chojnowa. Na północ od Chocianowa znajdują się Lasy Chocianowskie.

## Historia
Około roku 1297 na polecenie księcia  jaworsko-świdnickiego Bolka I; czasowo sprawującego rządy nad księstwem legnickim; powstał w Chocianowie zamek, w założeniu mający pewnie powstrzymywać zakusy Piastów głogowskich. Niedługo trzeba było czekać, a obok zamku szybko wyrosła osada, jej nazwę w 1311 zapisano Koczina, w 1329 Chotzenow, w 1359 Cozcenow, w 1388 Koczczenow, a w 1430 Kocznaw. 

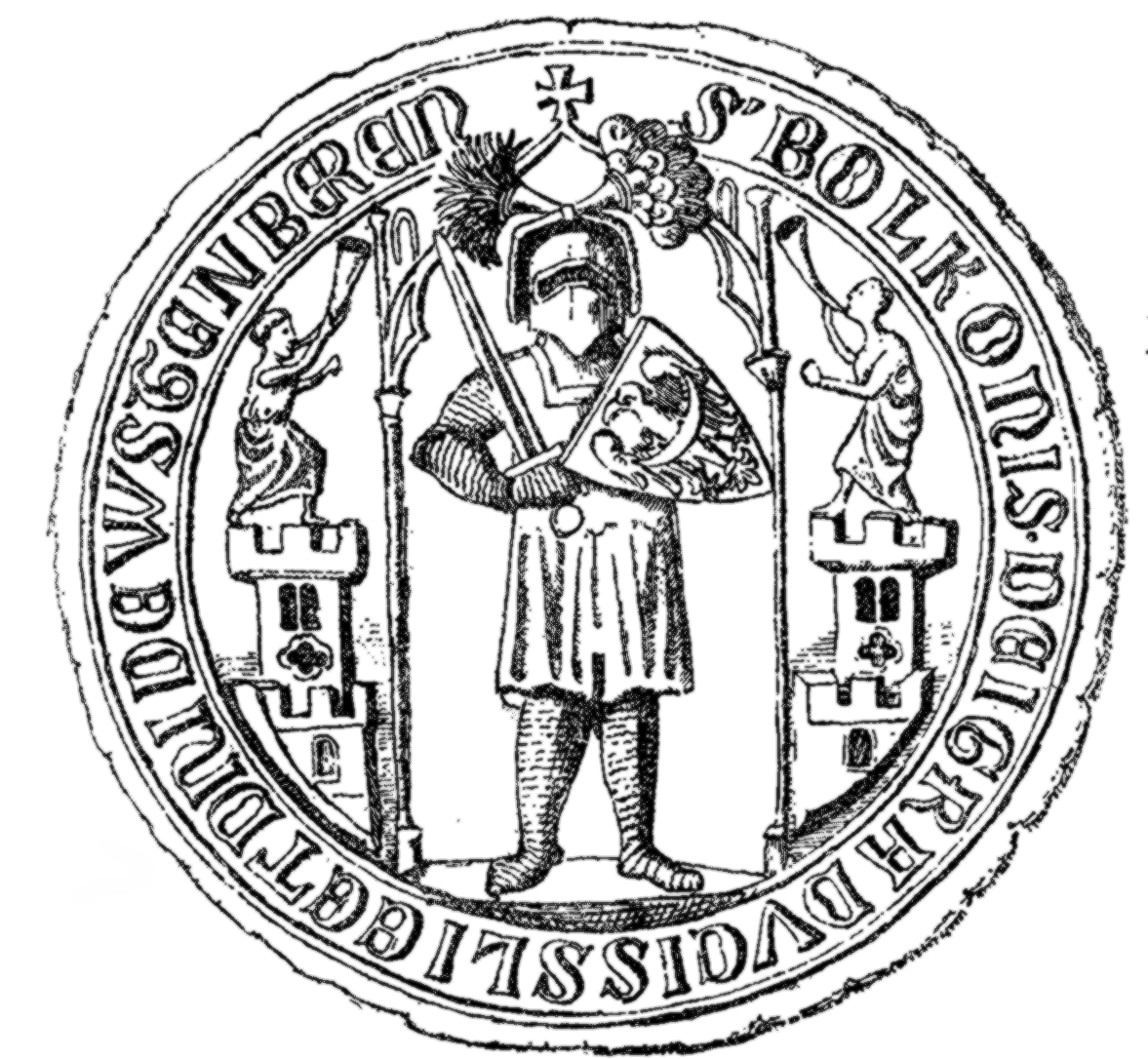
Pieczęć Bolka Surowego - inicjatora zamku od którego zaczęło się miasto

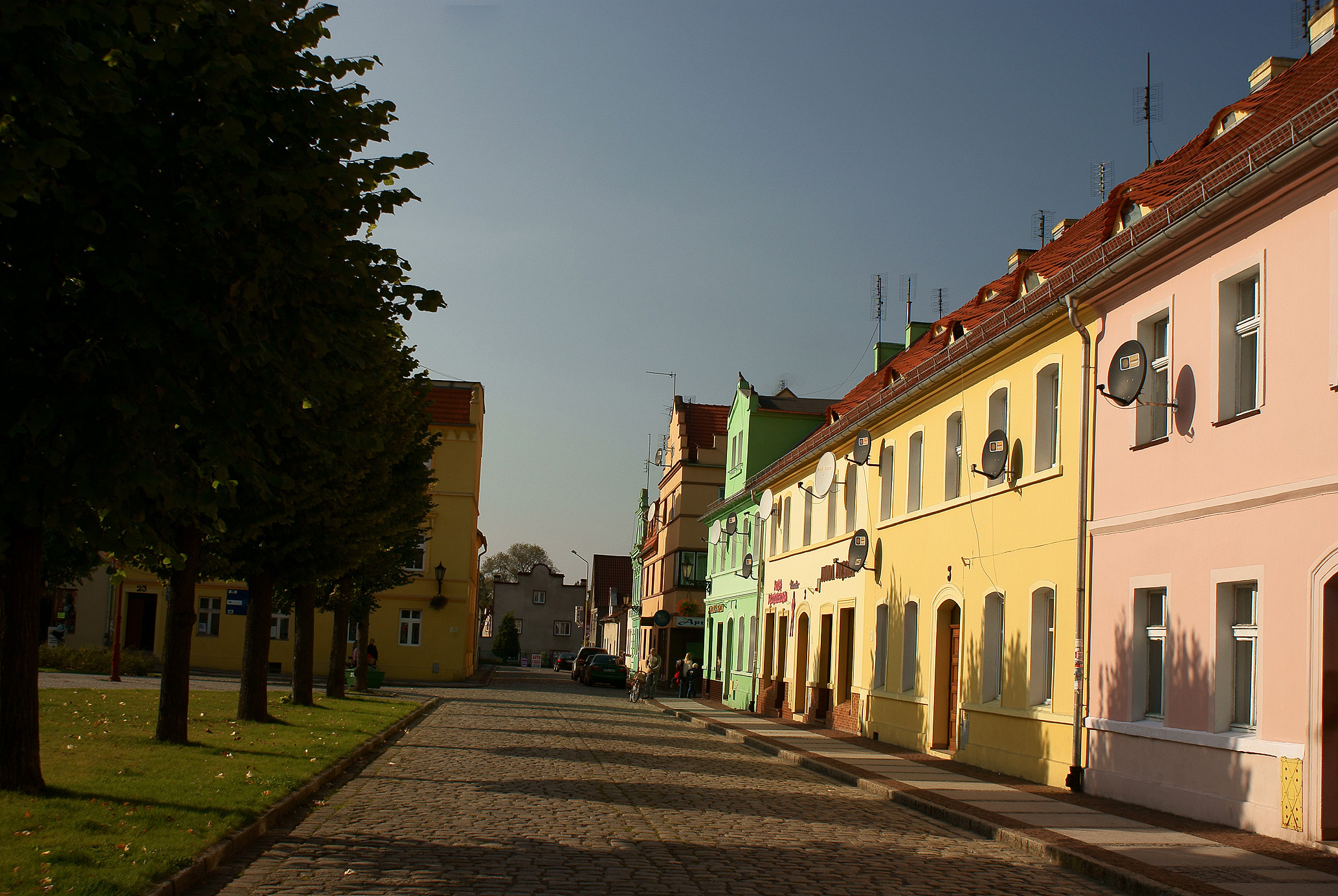
Zabudowa rynku w Chocianowie

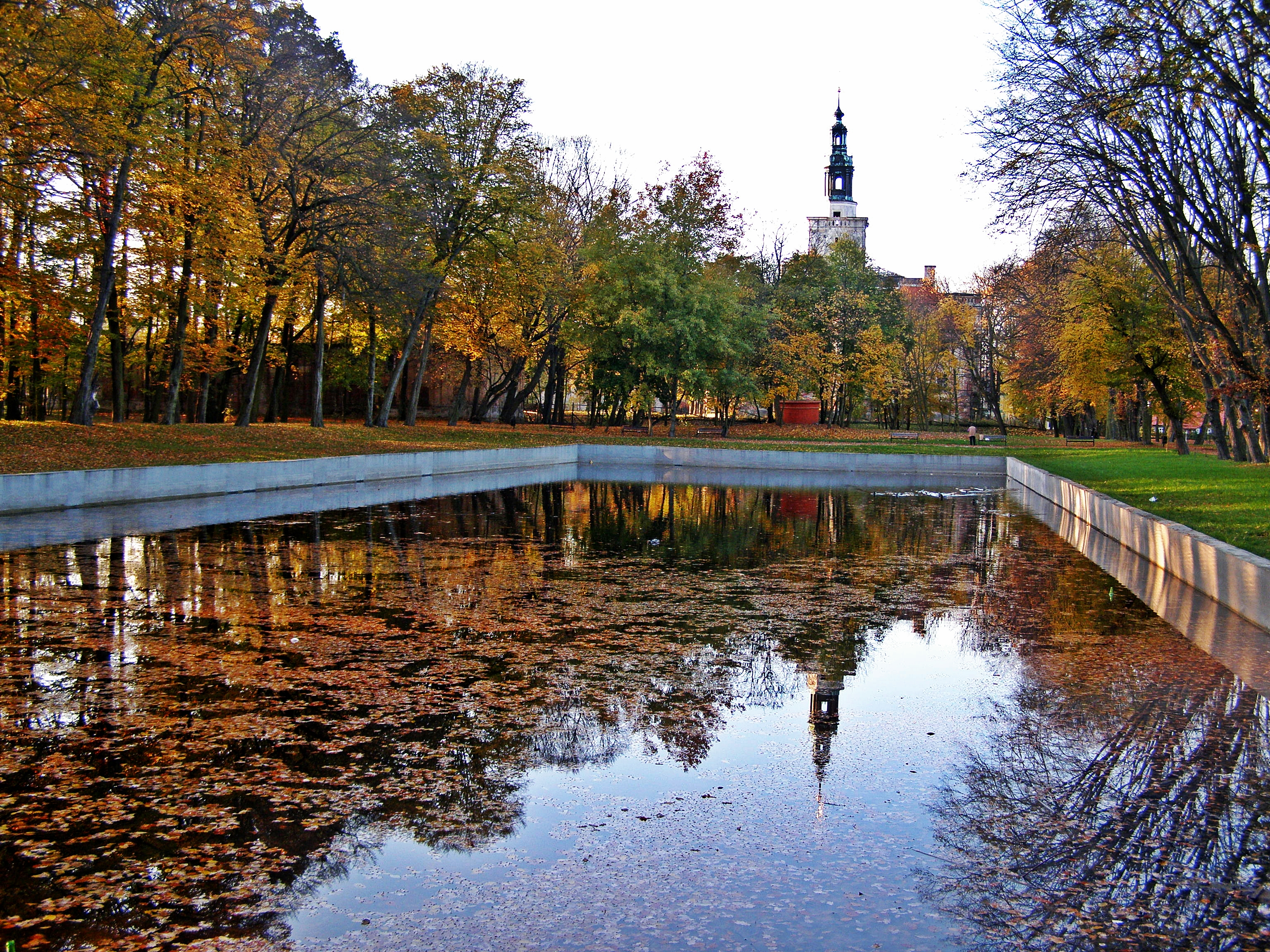
Park pałacowy jesienią

W średniowieczu wieś przekształciła się w ośrodek górniczy. W 1430 uruchomiono kuźnię żelaza. Miejscowość leżąca w księstwie legnickim była wielokrotnie zastawiana lub dzierżawiona. W 1444 księżna Elżbieta Hohenzollern przekazała Chocianów jako lenno braciom Krzysztofowi i Mikołajowi von Dornheimom, następnie miejscowość była w posiadaniu rodu von Schellendorfów (1507–1518), von Nositzów (1587–1613), von Stoschów (1613–1722), von Redernów (1722–1766) i von Dohnów (1766–1945). W 1703 baronowa Katarzyna Freiin von Stosch z domu von Kottwitz nadała miejscowości prawa miejskie, równocześnie zwolniła z poddaństwa mieszczan i rzemieślników, a kmieciom, zagrodnikom i chałupnikom nadała przywileje. Nowe miasto uzyskało przywilej organizowania jarmarków oraz wyznaczono rynek o pierzejach 60x80 metrów.  W 1713 Habsburgowie potwierdzili przywilej jarmarczny, ale miasto nie rozwijało się i już w 1742 zostało pozbawione praw miejskich stając się osadą targową. Gwałtowny rozwój miasta zaczął się w połowie XIX wieku. W dwóch pożarach (maj i wrzesień) 1847 spłonęło prawie całe miasteczko i nastąpiła całkowita odbudowa. Jednocześnie w 1854 Anton Schlittgen i Hasse zbudowali hutę żelaza „Maria”, bazującą początkowo na miejscowych, bardzo ubogich i niedużych złożach rud darniowych, a następnie na importowanych ze Szwecji wysokoprocentowych magnetytowych rudach żelaza. Wkrótce potem, dzięki obecności huty, powstało kilka innych zakładów wytwarzających produkty z żeliwa, a w 1891 otworzono linię kolejową z Rokitek do Przemkowa. 
Pod koniec XIX w.  w miejskiej hucie pracował chemik Carl Bosch, późniejszy laureat nagrody Nobla z 1931, który również wynajmował mieszkanie w budynku nr 2 w rynku. W 1895 Chocianów odzyskał prawa miejskie i w 1899 zbudowano ratusz miejski. Na początku XX wieku miasto zgazyfikowano (1906) i zelektryfikowano (1924). W 1915 uruchomiono linię kolejową do Lubina. Powstał też wtedy duży tor motocyklowy, gdzie odbywały się ogólnoniemieckie wyścigi motocykli. W czasie wielkiego kryzysu huta została zamknięta w 1931 i nie działała do 1936. 
W czasie II wojny światowej w Chocianowie Niemcy urządzili obóz pracy, będący filią Groß-Rosen, obsługujący fabrykę silników lotniczych działającą na terenie huty. w 1945 w ramach operacji wiślańsko-odrzańskiej w walkach z niemieckimi wojskami o miasto uczestniczył między innymi 6 Gwardyjski Korpus Pancerny z 1 Frontu Ukraińskiego Armii Czerwonej. 
W 1951 założono w tej fabryce Fabrykę Urządzeń Mechanicznych CHOFUM, działającą do dziś. W 1955 roku, staraniem sztabu Północnej Grupy Wojsk Radzieckich, w miejscu zbiorowej mogiły żołnierzy radzieckich na Placu Wolności, których zwłoki przeniesiono na cmentarz wojenny wzniesiono pomnik.

## Zabytki
Do wojewódzkiego rejestru zabytków wpisane są:
- układ urbanistyczny, z pierwszej ćw. XVIII w.
- kościół pomocniczy pw. św. Józefa Oblubieńca, z 1865 r., 1680 r., klasycystyczny z renesansowymi elementami wystroju, np. chrzcielnica z 1585 r. pochodzącymi ze starszej świątyni
- cmentarz katolicki, obecnie komunalny, z lat 1731–1945,
- zespół pałacowy, z lat 1728–1732, XIX/XX w.:
  - pałac w Chocianowie z pierwszej połowy XVIII wieku
  - pawilon parkowy
  - park.

inne
- wieża widokowa na Wzgórzu Fryderyki 165 m n.p.m.[9] (niem. Aussichtsturm auf der Friederikenhöhe)[10] położona w lesie około 5 km na południowy-zachód od miasta. Wieża została wbudowana w stylu neogotyckim w XIX w. na cześć hrabiny Friederike von Reichenbach-Goschütz (1740–1814)[11], matki Wilhelma Augusta zu Dohna-Schlodien[12] (1769-1837)[13].

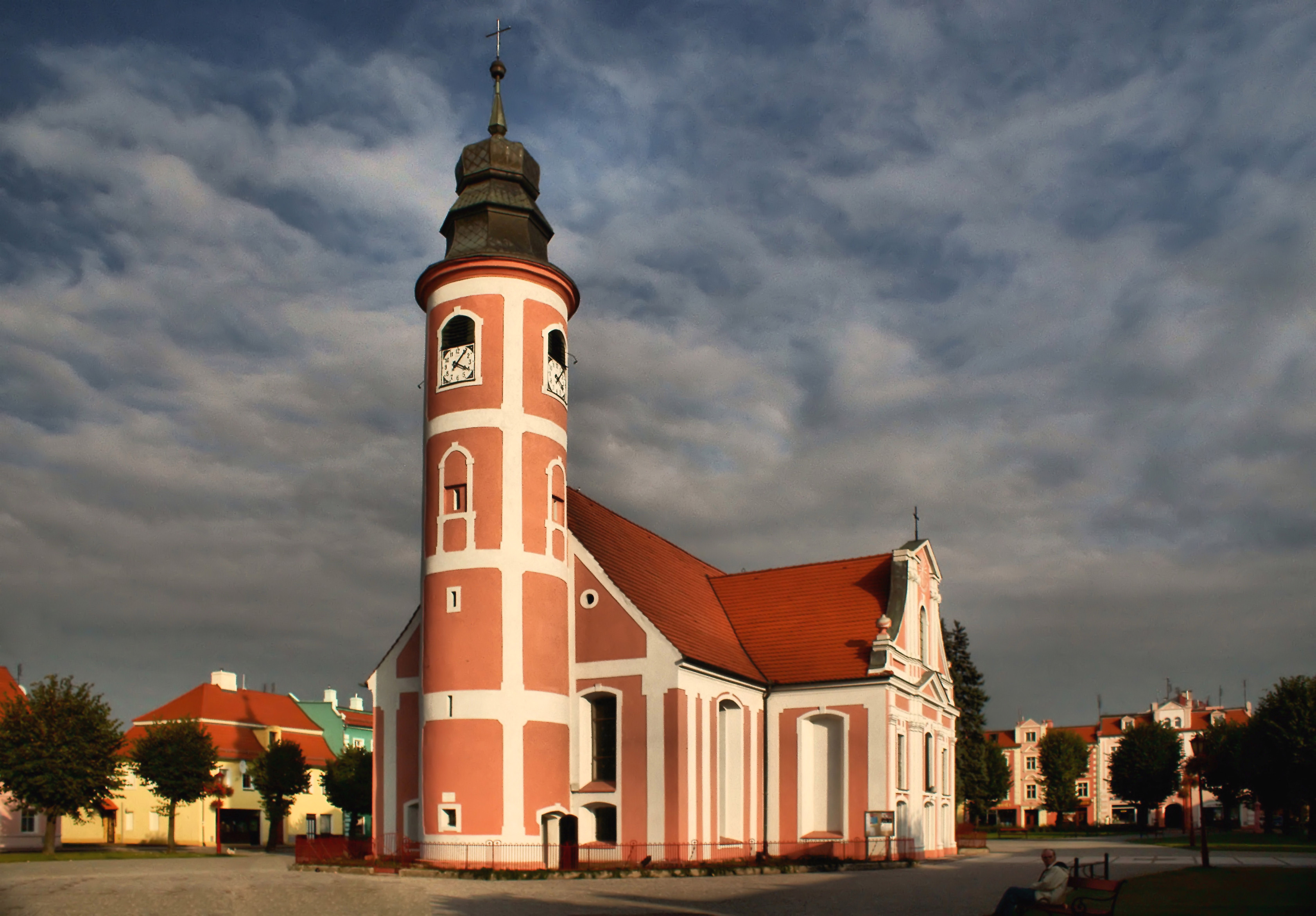
Kościół św. Józefa Oblubieńca
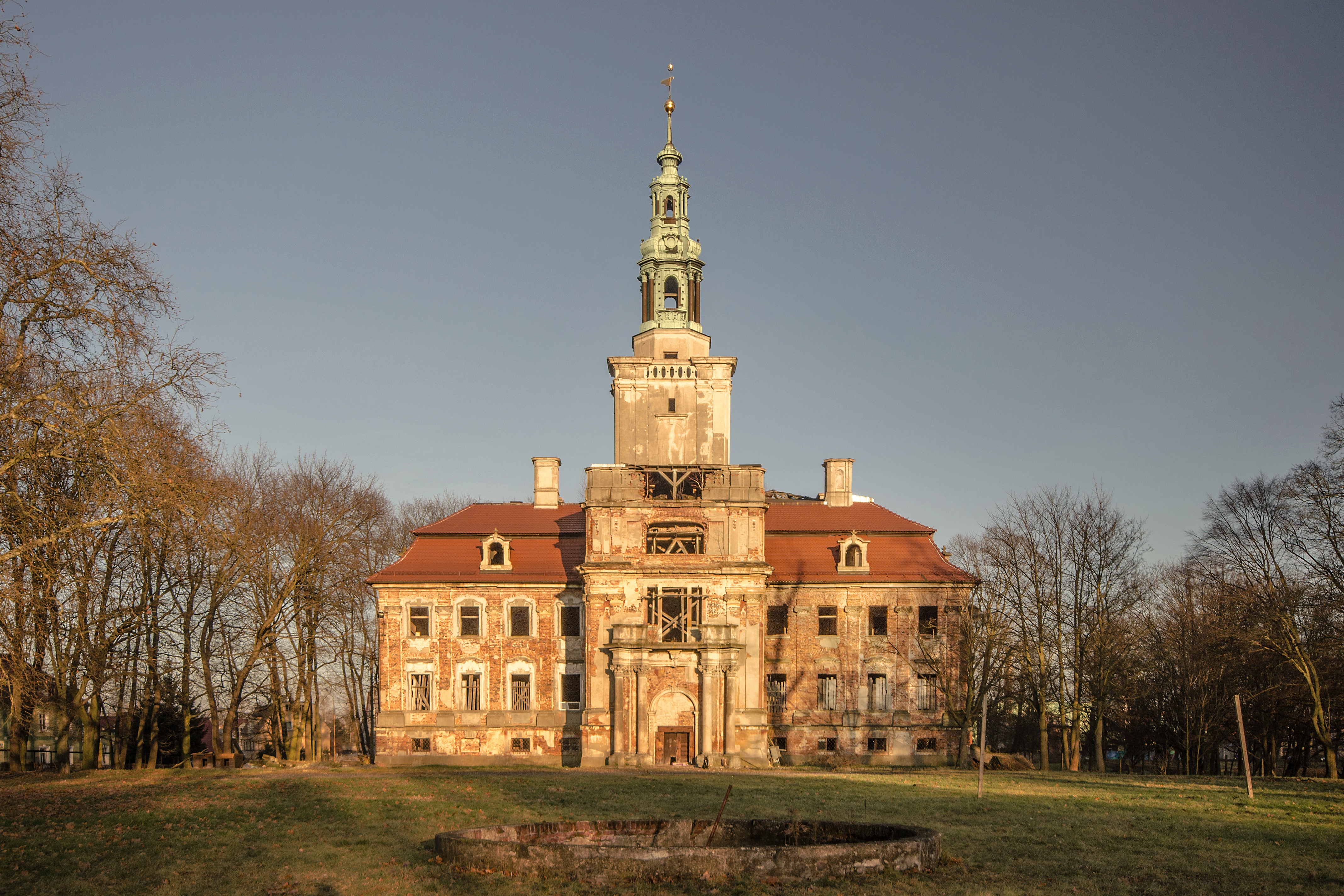
Pałac w Chocianowie
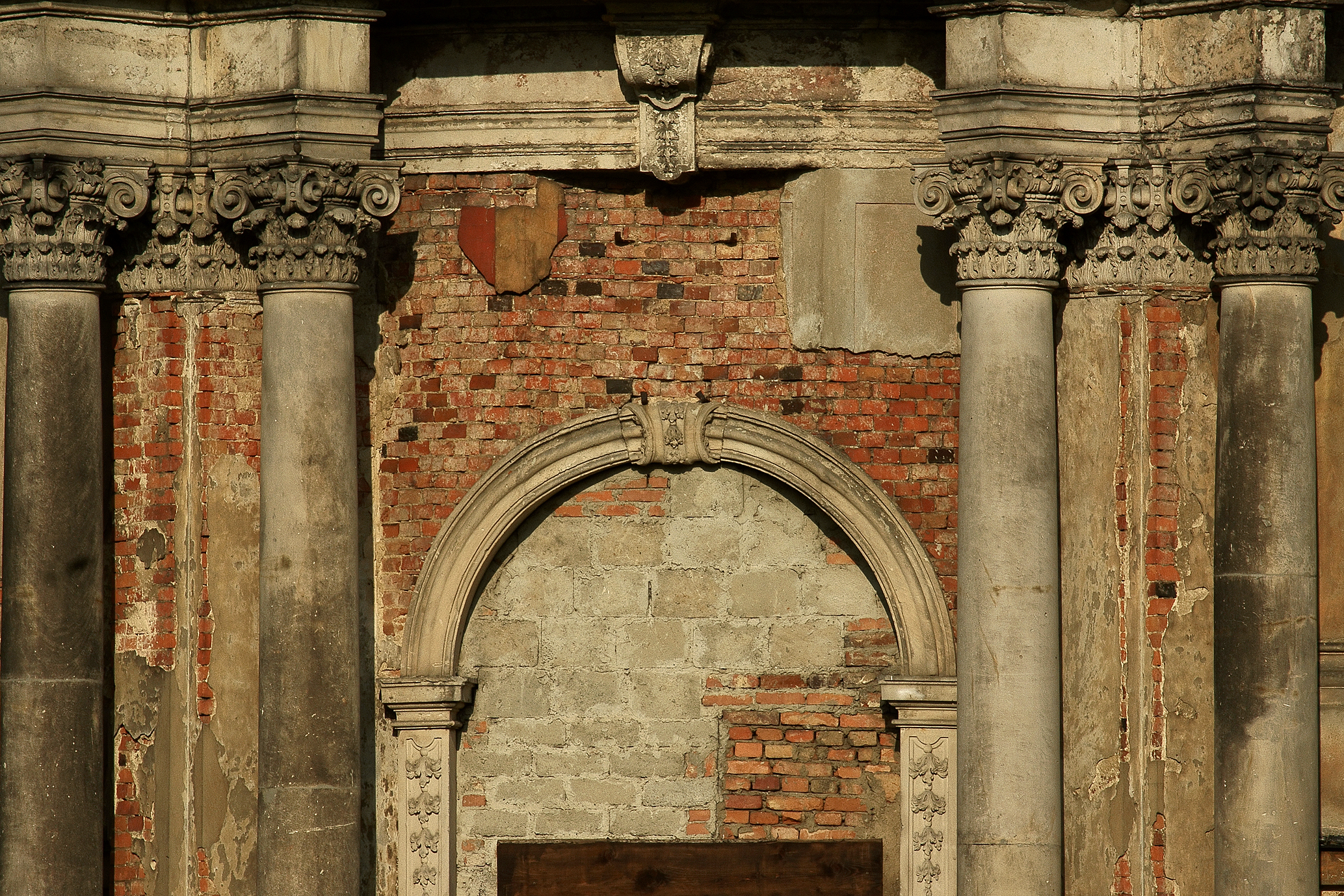
Pałac w Chocianowie
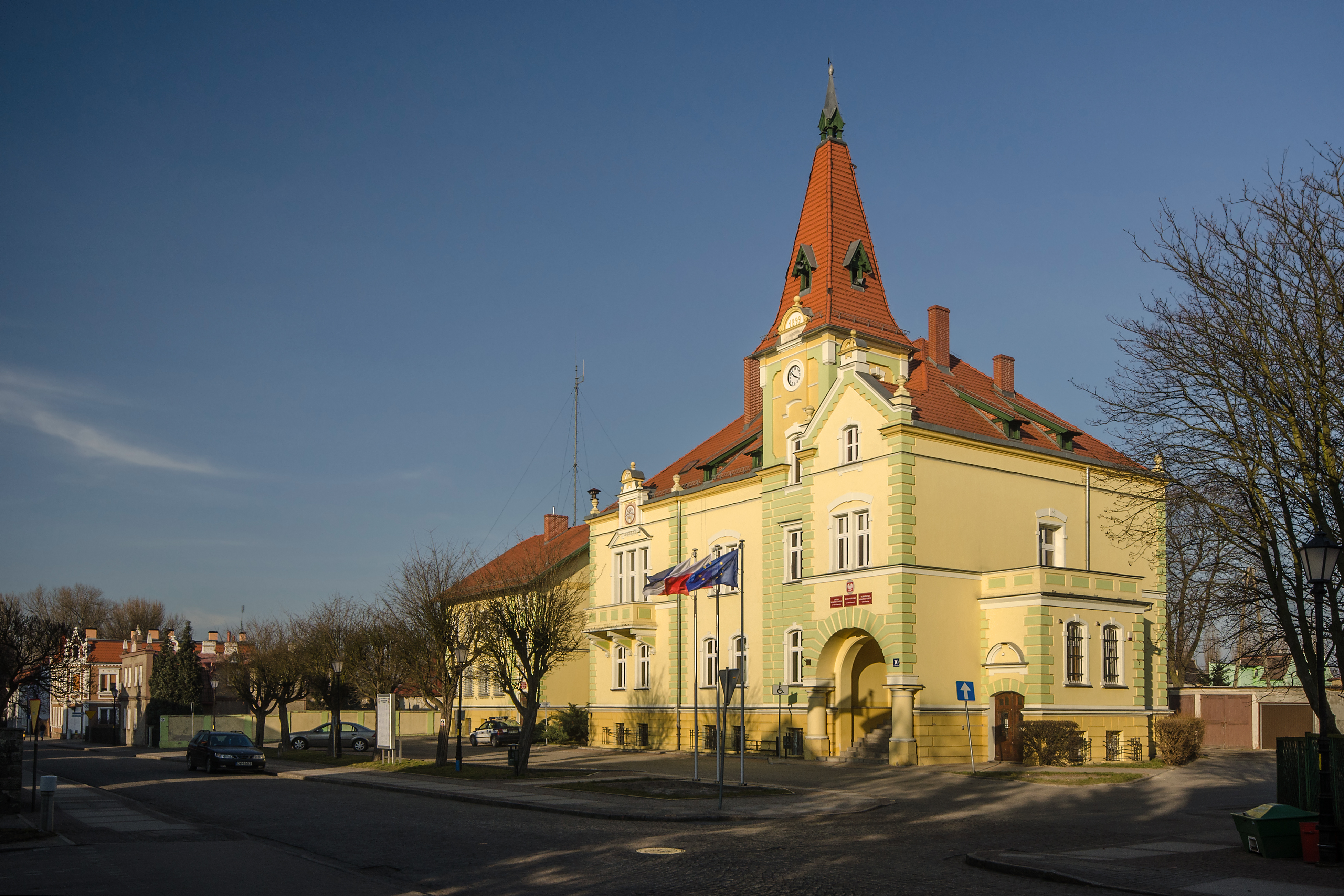
Ratusz w Chocianowie

## Demografia
Piramida wieku mieszkańców Chocianowa w 2014 roku.

## Transport
Przez Chocianów przebiegają drogi:
328 Droga wojewódzka nr 328: Złotoryja - Chojnów - Chocianów - Przemków - Nowe miasteczko
331 Droga wojewódzka nr 331: Chocianów - Polkowice - Rynarcice

## Wspólnoty wyznaniowe
- Kościół rzymskokatolicki (dekanat Chocianów):
  - parafia Wniebowzięcia Najświętszej Maryi Panny
- Świadkowie Jehowy:
  - zbór Chocianów (Sala Królestwa ul. Piotrowska 10A)[15]

## Miasta partnerskie
- Juvigné[16]

## Sport
Klub piłkarski Stal Chocianów został założony w 1950 roku. Obecnie gra w Lidze Okręgowej dolnośląskiej.